# Lekkoatletyka na Światowych Wojskowych Igrzyskach Sportowych 2019 – bieg na 1500 m mężczyzn
Bieg na 1500 metrów mężczyzn – jedna z konkurencji biegowych rozegranych w dniach 25 - 26 października 2019 roku podczas 7. Światowych Wojskowych Igrzyskach Sportowych na kompleksie sportowym WH FRSC Stadium w Wuhanie.

## Terminarz
| Data                      | Godzina (UTC+08:00) | Wydarzenie             |
| ------------------------- | ------------------- | ---------------------- |
| 25 października 2019(dts) | 19:15               | Eliminacje – bieg nr 1 |
| 25 października 2019(dts) | 19:25               | Eliminacje – bieg nr 2 |
| 26 października 2019(dts) | 19:00               | Finał                  |

## Rekordy
Tabela prezentuje rekord świata, a także rekord Igrzysk wojskowych (CSIM) przed rozpoczęciem mistrzostw.
|                                   | Zawodnik           | Wynik   | Miejsce | Data                     |
| --------------------------------- | ------------------ | ------- | ------- | ------------------------ |
| Rekord świata                     | Hicham El Guerrouj | 3:26,00 | Rzym    | 14 lipca 1998(dts)       |
| Rekord Igrzyska wojskowych (CSIM) | Muhammad Sulajman  | 3:34,82 | Francja | 6 października 1993(dts) |

## Uczestnicy
Do zawodów zgłoszono 35 lekkoatletów reprezentujących 27 kraje. Ostatecznie do biegów eliminacyjnych zgłosiło się 22 średniodystansowców, którzy zostali sklasyfikowani. Jedno państwo mogło wystawić maksymalnie 2 zawodników. Polskę reprezentowali Michał Rozmys, który zwyciężył na tym dystansie oraz Marcin Lewandowski, który zdobył brązowy medal.

## Medaliści
| Złoto                  | Srebro                  | Brąz                        |
| Michał Rozmys · Polska | Hicham Ouladha · Maroko | Marcin Lewandowski · Polska |

## Rezultaty

### Kwalifikacje
Awans do finału uzyskało: czterech z każdego biegu eliminacyjnego (Q) oraz czterech z najlepszymi czasami wśród przegranych (q).
| Pozycja | Bieg | Zawodnik                 | Państwo                       | Czas    | Uwagi |
| ------- | ---- | ------------------------ | ----------------------------- | ------- | ----- |
| 1       | 1    | Charles Simotwo          | Kenia                         | 3:51,13 | Q     |
| 2       | 1    | Ali Fahimi               | Iran                          | 1:49,34 | Q     |
| 3       | 1    | Marcin Lewandowski       | Polska                        | 3:51,21 | Q     |
| 4       | 1    | Janis Razgalis           | Łotwa                         | 3:53,24 | Q     |
| 5       | 1    | Kilian van der Wolf      | Holandia                      | 3:54,22 | q     |
| 6       | 2    | Som Bahadur Kumal        | Nepal                         | 3:55,81 | Q     |
| 7       | 2    | Michał Rozmys            | Polska                        | 3:55,92 | Q     |
| 8       | 2    | Mohammed Tiouali         | Brunei                        | 3:56.08 | Q     |
| 9       | 2    | Jinson Johnson           | Indie                         | 3:56,17 | Q     |
| 10      | 2    | Wellington Varevi        | Zimbabwe                      | 3:57,89 | q     |
| 11      | 1    | Jan van den Broeck       | Belgia                        | 3:57.95 | q     |
| 12      | 2    | Daniel Castle            | Stany Zjednoczone             | 3:58.01 | q     |
| 13      | 2    | Rick Hartogs             | Holandia                      | 3:59,12 |       |
| 14      | 1    | Andre Sawari Abba Sali   | Kamerun                       | 3:59,80 |       |
| 15      | 2    | Goodson Chungu           | Zambia                        | 4:04,42 |       |
| 16      | 1    | Tendai Chungu            | Zimbabwe                      | 4:05,05 |       |
| 17      | 2    | Medard Behodjngar        | Czad                          | 4:05,12 |       |
| 18      | 2    | Jonas van den Bosch      | Belgia                        | 4:05,13 |       |
| 19      | 2    | Abdullah Obaid Alaslhi   | Arabia Saudyjska              | 4:12,85 |       |
| 20      | 2    | Paulo Cardoso dos Santos | Republika Zielonego Przylądka | 4:21,48 |       |
| 21      | 1    | Sidiki Sidibe            | Gwinea                        | 4:36,40 |       |
| 22      | 1    | Marko Starcevic          | Bośnia i Hercegowina          | 4:43.74 |       |
| -       | 1    | Saikou Camara            | Gwinea                        | DNS     |       |
| -       | 1    | Abdessalem Ayouni        | Tunezja                       | DNS     |       |
| -       | 1    | Hamada Mohamed           | Egipt                         | DNS     |       |
| -       | 1    | Abraham Rotich           | Bahrajn                       | DNS     |       |
| -       | 1    | Idriss Moussa Youssou    | Katar                         | DNS     |       |
| -       | 1    | Edward Mwale             | Zambia                        | DNS     |       |
| -       | 1    | Zoza Leon Mafefe         | Demokratyczna Republika Konga | DNS     |       |
| -       | 2    | Hichem Bouchicha         | Algieria                      | DNS     |       |
| -       | 2    | Lai van Nguyen           | Wietnam                       | DNS     |       |
| -       | 2    | Faraja Damasi            | Tanzania                      | DNS     |       |
| -       | 2    | Diego Villanueva         | Wenezuela                     | DNS     |       |
| -       | 2    | Samuel Wa Lukonda        | Demokratyczna Republika Konga | DNS     |       |
| -       | 2    | Hashim Salah Mohamed     | Katar                         | DNS     |       |

### Finał
| Pozycja | Tor | Zawodnik            | Państwo           | Czas    | Uwagi |
| ------- | --- | ------------------- | ----------------- | ------- | ----- |
| 01 !    | 6   | Michał Rozmys       | Polska            | 3:46,33 |       |
| 02 !    | 9   | Hicham Ouladha      | Maroko            | 3:46,44 |       |
| 03 !    | 8   | Marcin Lewandowski  | Polska            | 3:46,61 |       |
| 4       | 1   | Mohammed Tiouali    | Brunei            | 3:47,89 |       |
| 5       | 10  | Jinson Johnson      | Indie             | 3:49,34 |       |
| 6       | 5   | Charles Simotwo     | Kenia             | 3:50,48 |       |
| 7       | 4   | Ali Fahimi          | Iran              | 3:51,95 |       |
| 8       | 11  | Wellington Varevi   | Zimbabwe          | 3:53,19 |       |
| 9       | 12  | Daniel Castle       | Stany Zjednoczone | 3:53,40 |       |
| 10      | 2   | Janis Razgalis      | Łotwa             | 3:55,50 |       |
| 11      | 7   | Kilian van der Wolf | Holandia          | 3:55,54 |       |
| 12      | 3   | Jan van den Broeck  | Belgia            | 4:04,97 |       |

Źródło: Wuhan